# Erik Ortvad
Erik Ortvad (Kopenhagen, 18 juni 1917 - Kvänjarp, 29 februari 2008) was een Deens kunstschilder.
Ortvad begon als autodidact in 1935 met schilderen in een surrealistische, abstracte stijl, onder invloed van de Deense kunstenaarsgroep Linien. Hij ontwikkelde een spontane schilderwijze en maakte kleurrijk, surrealistisch werk.
Sloot zich in 1945 aan bij de kunstenaarsvereniging Høst en werd later een actief lid van de Cobra-beweging.
In de jaren vijftig maakte hij ook veel cartoons, onder het pseudoniem Enrico.
Zijn werk hangt onder andere in het Museum of Modern Art in New York en het Statens Museum for Kunst in Kopenhagen.